# Ди Ловера, Оскар
Оскар ди Ловера (исп. Oscar di Lovera) — аргентинский  биатлонист, участник зимних Олимпийских игр 1984 года.

## Карьера
Первым и единственным международным соревнованием для Оскара стали зимние Олимпийские игры 1984 года в Сараево. Он вместе с Луисом Риосом и Виктором Фигероа представлял Аргентину. На старт индивидуальной гонки не вышел, а в спринте, не закрыв 3 мишени на огневых рубежах, финишировал 59-м и стал лучшим из аргентинцев.

### Участие в Олимпийских играх
| Год  | Место проведения | Инд | Спр | Эст |
| 1984 | Сараево          | DNS | 59  | —   |